# Florența Crăciunescu
Florența Crăciunescu, född den 7 maj 1955 i Craiova, Rumänien, död 8 juni 2008, var en rumänsk friidrottare inom diskuskastning.
Hon tog OS-brons i diskuskastning vid friidrottstävlingarna 1984 i Los Angeles. 